# Kfz-Kennzeichen (Kosovo)

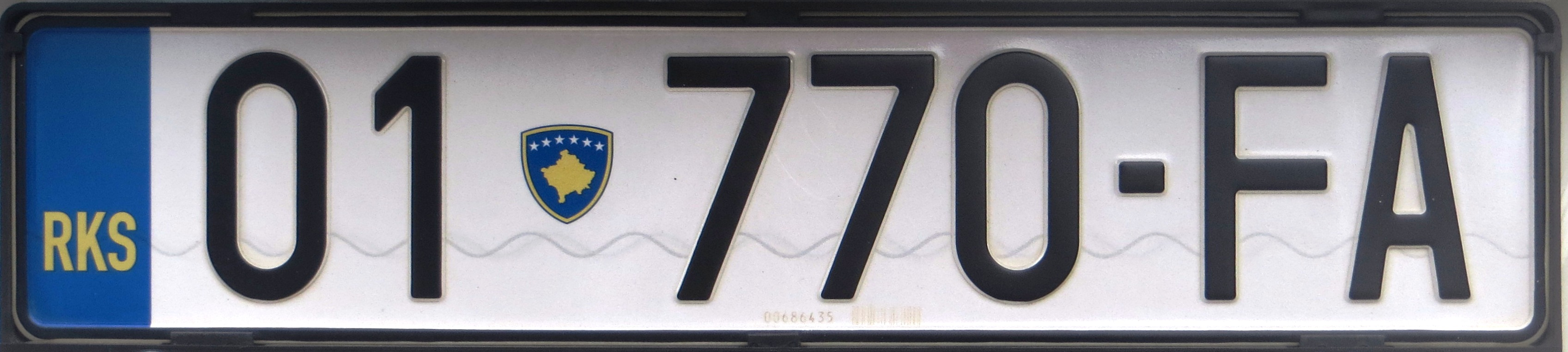
Aktuelles Kennzeichen aus Pristina (01) seit 2010

Die Kfz-Kennzeichen des Kosovo wurden am 6. Dezember 2010 eingeführt und sind in der Regel weiß mit schwarzer Aufschrift. Die Schilder enthalten in Anlehnung an die Euro-Kennzeichen einen blauen Streifen am linken Rand mit den Buchstaben RKS (für Republik Kosovo). Eine zweistellige Zahl gibt im Folgenden die entsprechende Region an, bevor das kosovarische Wappen auf dem Schild erscheint. Es folgen drei Ziffern und – von einem Strich getrennt – zwei Buchstaben als fortlaufende Seriennummer.

## Ausführungen

### Arten von Kennzeichen

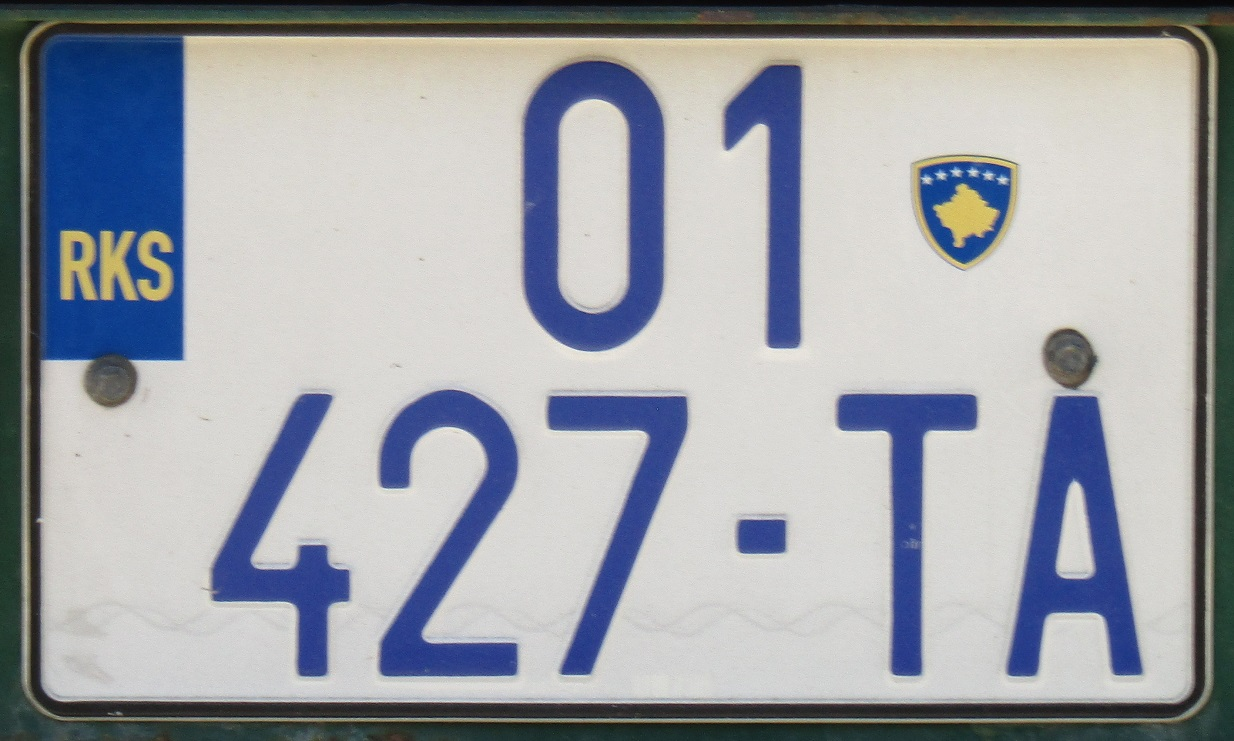
Anhängerkennzeichen

#### Anhängerkennzeichen
Kennzeichen für Anhänger zeigen dunkelblaue Schrift und gleichen im Aufbau den normalen Kfz-Kennzeichen des Kosovo.

#### Regierungskennzeichen

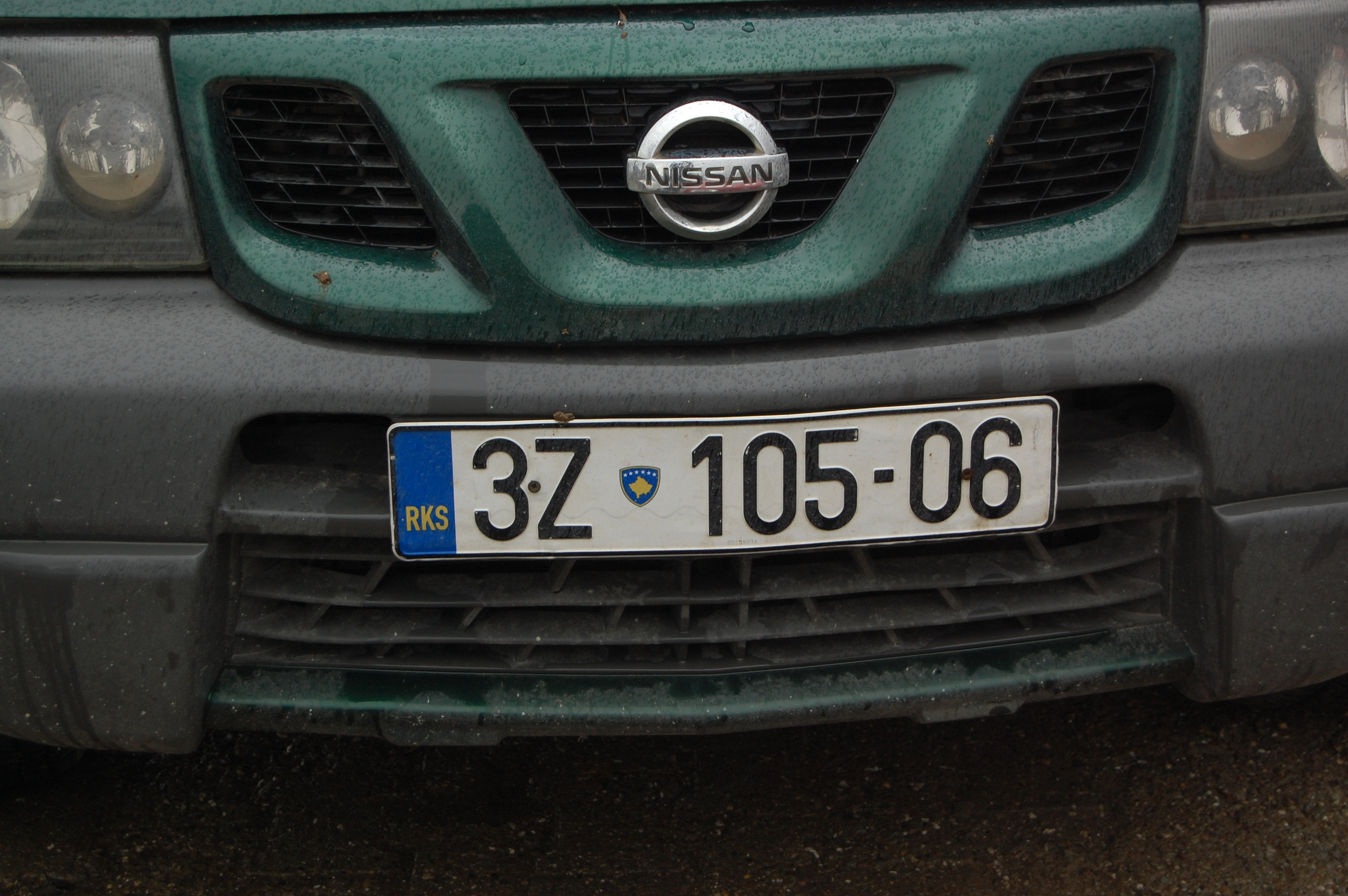
Behördenkennzeichen

Regierungskennzeichen verwenden anstelle der Regionscodierung spezielle Nummernkombinationen, die von Ministerien oder Gemeinden zugewiesen werden. Das „Z“ steht für amtliche Fahrzeuge und ist ein einheitliches Merkmal. Es gibt nicht nur die 3Z-Nummernschilder, sondern viele verschiedene Kombinationen, die den jeweiligen Verwendungszweck widerspiegeln.

#### Polizeikennzeichen

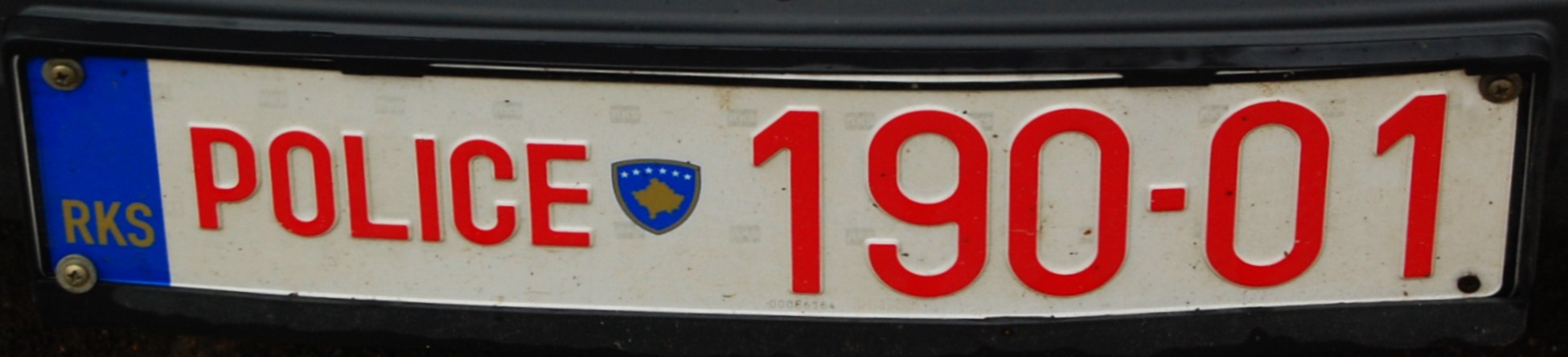
Polizeikennzeichen

Fahrzeuge der kosovarischen Polizei führen Nummernschilder mit roter Schrift. Sie zeigen:
- Den Schriftzug „POLICE“.
- Das Wappen des Kosovo.
- Drei Ziffern.
- Die Codierung der Stadt.

#### Zollkennzeichen

Zollkennzeichen

Kennzeichen für Zollfahrzeuge folgen einem ähnlichen Aufbau wie Polizeikennzeichen. Sie zeigen:
- Das Wort „CUSTOMS“.
- Das Wappen des Kosovo.
- Drei Ziffern.
- Zwei Buchstaben.

Die Schrift ist weiß, der Hintergrund hellblau.

#### Diplomatenkennzeichen

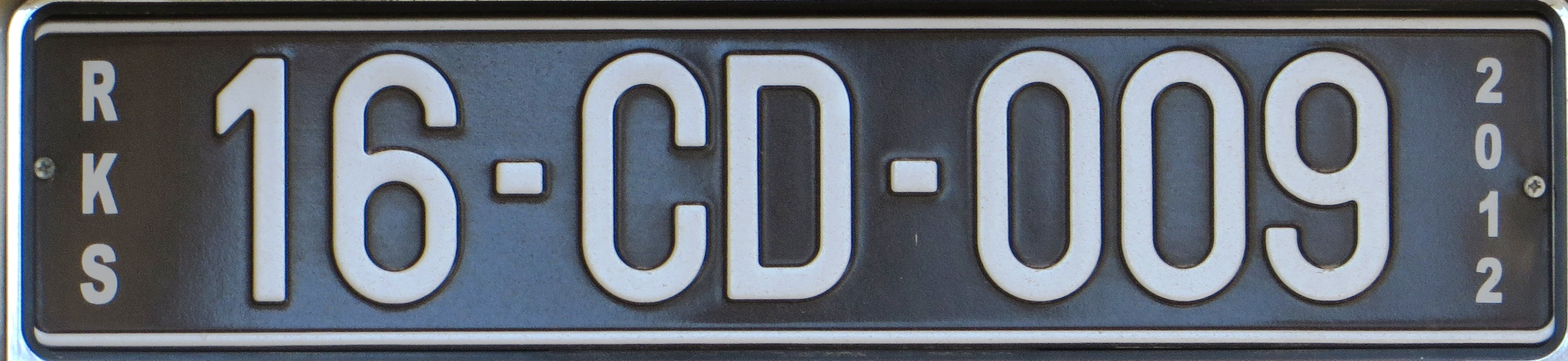
Diplomatenkennzeichen

Diplomatenkennzeichen besitzen wie in Serbien und Nordmazedonien einen schwarzen Hintergrund mit weißer Schrift. Der Aufbau umfasst:
- Die Buchstaben „RKS“ am linken Rand, übereinander angeordnet.
- Zwei Ziffern.
- Die Buchstaben „CD“ (für Corps Diplomatique).
- Weitere drei Ziffern.
- Das Ausgabejahr des Kennzeichens am rechten Rand.

Die kosovarischen Nummernschilder sind nur in jenen Ländern gültig, die den Kosovo als unabhängigen Staat anerkennen. In den Gemeinden mit serbischer Mehrheit werden auch serbische Kennzeichen verwendet. Seit dem 1. Juni 2012 müssen auch dort alle Fahrzeuge mit kosovarischen Kennzeichen zugelassen werden.
Ende 2023 erkannte die Regierung Serbiens die Kennzeichen der Republik Kosovo an. Ab dem 1. Januar 2024 wurden alle Maßnahmen gegen die kosovarischen Kennzeichen enthoben.

## Geschichte

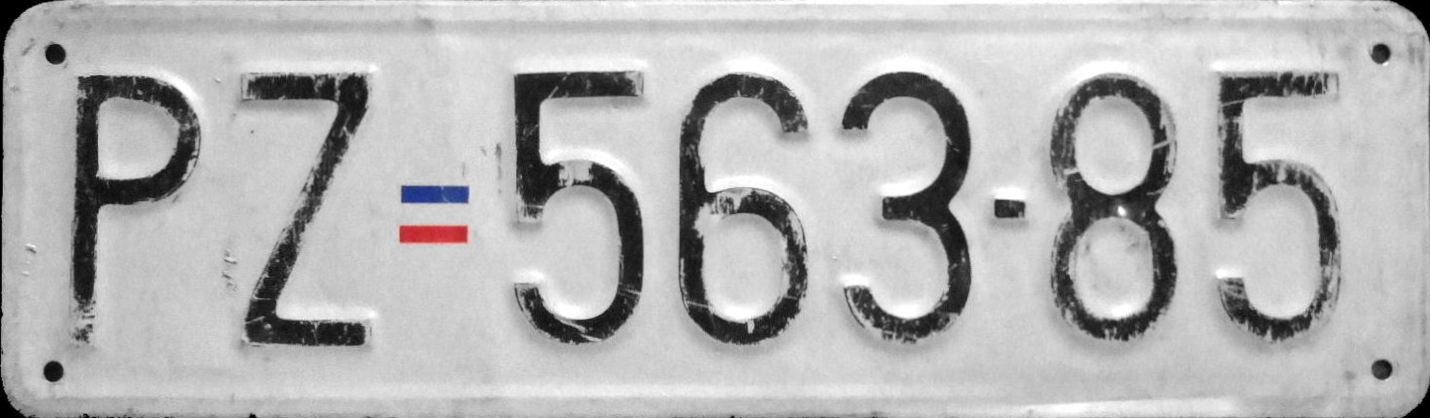
Jugoslawisches Kennzeichen, PZ = Prizren

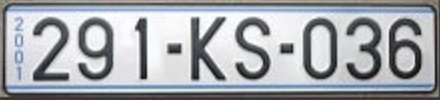
Kosovarisches Kfz-Kennzeichen von 2001

Bis zum Ende des Kosovokrieges 1999 wurden im Kosovo jugoslawische Nummernschilder ausgegeben. Unter der Verwaltung der Vereinten Nationen wurden ab dem 30. September des gleichen Jahres neue Kennzeichen, die zunächst als Provisorium dienen sollten, eingeführt. Diese zeigten am oberen und unteren Rand eine hellblaue Linie, ganz links erschien das Jahr der Erstzulassung in hellblauer Schrift. Die eigentliche Kombination bestand aus drei Ziffern, gefolgt von einem Bindestrich und den Buchstaben KS für Kosovo. Nach einem weiteren Bindestrich folgten nochmals drei Ziffern. Aus der Zahlenkombination konnten keine weiteren Schlüsse bezüglich der genaueren Herkunft des Fahrzeugs gezogen werden. Gelegentlich wurden die Schilder um inoffizielle blaue Balken mit der 2008 angenommenen kosovarischen Flagge ergänzt. Polizeifahrzeuge besaßen Kennzeichen mit roter Schrift. Die Sicherheitskräfte des Kosovo führten spezielle Schilder mit den Buchstaben KSF. Bei landwirtschaftlichen Fahrzeugen war der Hintergrund grün, die Schrift weiß.
Nachdem das Land am 17. Februar 2008 seine Unabhängigkeit von Serbien erklärt hatte, wurde Ende 2010 das derzeitige Kennzeichensystem eingeführt.

## Spannungen zwischen Kosovo und Serbien wegen Kfz-Kennzeichen-Regel
Im September 2021 eskalierte der Nummerntafel-Streit im Nordkosovo, der serbisch dominierten Enklave der Republik Kosovo. Erst im November 2022 einigte man sich unter der Vermittlung der Europäischen Union auf eine Teillösung des Konflikts. Serbien versprach, keine weiteren Nummernschilder mit Bezug auf kosovarische Städte mehr zu vergeben, und der Kosovo wolle im Gegenzug keine weiteren Maßnahmen im Zusammenhang mit der Ummeldung von Fahrzeugen mit alten serbischen Kennzeichen ergreifen.
Die Verwendung dieser Kennzeichen wurden im Jahr 2023 von der Regierung als illegal bezeichnet und die serbischen Bewohner im Norden des Kosovo hatten bis zum 1. Dezember 2023 Zeit, diese in die kosovarischen Kennzeichen umzuwandeln. Ansonsten ist der Besitz für Fahrten im Restkosovo nicht möglich.

## Kürzel
In der oberen Tabelle befinden sich die aktuellen Regionskodierungen der Republik Kosovo.
Die untere Tabelle zeigt die historischen Kürzel des jugoslawischen bzw. serbischen Systems, die auf dem Gebiet des Kosovo verwendet wurden. Im Nordkosovo werden von den serbischen Einwohnern weiterhin die serbischen Kennzeichen verwendet, obwohl diese laut der kosovarischen Regierung seit 2012 illegal sind.

### Republik Kosovo
| Nummer | Bezirk             |
| ------ | ------------------ |
| 01     | Pristina           |
| 02     | Mitrovica/Vushtrri |
| 03     | Peja               |
| 04     | Prizren            |
| 05     | Ferizaj            |
| 06     | Gjilan             |
| 07     | Gjakova            |

### Jugoslawien
| Kürzel | Kreis                          |
| ------ | ------------------------------ |
| ĐJ     | Đakovica (Gjakova)             |
| GL     | Gnjilane (Gjilan)              |
| KM     | Kosovska Mitrovica (Mitrovica) |
| PE     | Peć (Peja)                     |
| PR     | Priština (Prishtina) 1         |
| PZ     | Prizren                        |
| UR     | Uroševac (Ferizaj)             |